# Ján Ilavský (lyžař)
Ján Ilavský (* 27. května 1942, Važec) je bývalý československý lyžař. Po skončení aktivní kariéry působil jako trenér a metodik.

## Lyžařská kariéra
Na XI. ZOH v Sapporu 1972 skončil ve štafetě na 4x10 km na 8. místě. Na Mistrovství světa v klasickém lyžování 1970 ve Vysokých Tatrách skončil v běhu na 50 km na 35. místě. Členem československé reprezentace byl v letech 1958-1970. Byl několikanásobným mistrem Československa. Závodil za Teslu Liptovský Hrádok.

## Trenérská kariéra
V letech 1974-1980 byl trenérem mužské reprezentace, v letech 1981-1987 ženské reprezentace, v letech 1988-1991 reprezentace juniorek, kde 2 roky vedl i Kateřinu Neumannovou. V letech 1993-1995 vedl slovenskou ženskou reprezentaci, v letech 1996-1997 působil v Dukle Liberec. V roce 1998 znovu vedl slovenskou ženskou a v letech 1999-2002 mužskou reprezentaci.